# Teoría cinética de los gases

La temperatura de un gas monoatómico es una medida relacionada con la energía cinética promedio de sus moléculas al moverse. En esta animación, la relación del tamaño de los átomos de helio respecto a su separación se conseguiría bajo una presión de 1950 atmósferas. Estos átomos a temperatura ambiente tienen una cierta velocidad media (aquí reducida dos billones de veces).

La teoría cinética de los gases es una teoría física y química que explica el comportamiento y propiedades macroscópicas de los gases (ley de los gases ideales), a partir de una descripción estadística de los procesos moleculares microscópicos. La teoría cinética se desarrolló con base en los estudios de físicos, como Daniel Bernoulli en el siglo XVIII, Ludwig Boltzmann y James Clerk Maxwell a finales del siglo XIX.
Esta rama de la física describe las propiedades térmicas de los gases. Estos sistemas contienen números enormes de átomos o moléculas, y la única forma razonable de comprender sus propiedades térmicas con base en la mecánica molecular, es encontrar determinadas cantidades dinámicas de tipo promedio y relacionar las propiedades físicas observadas del sistema con estas propiedades dinámicas moleculares en promedio. Las técnicas para relacionar el comportamiento macroscópico global de los sistemas materiales con el comportamiento promedio de sus componentes moleculares constituyen la mecánica estadística.

## Historia

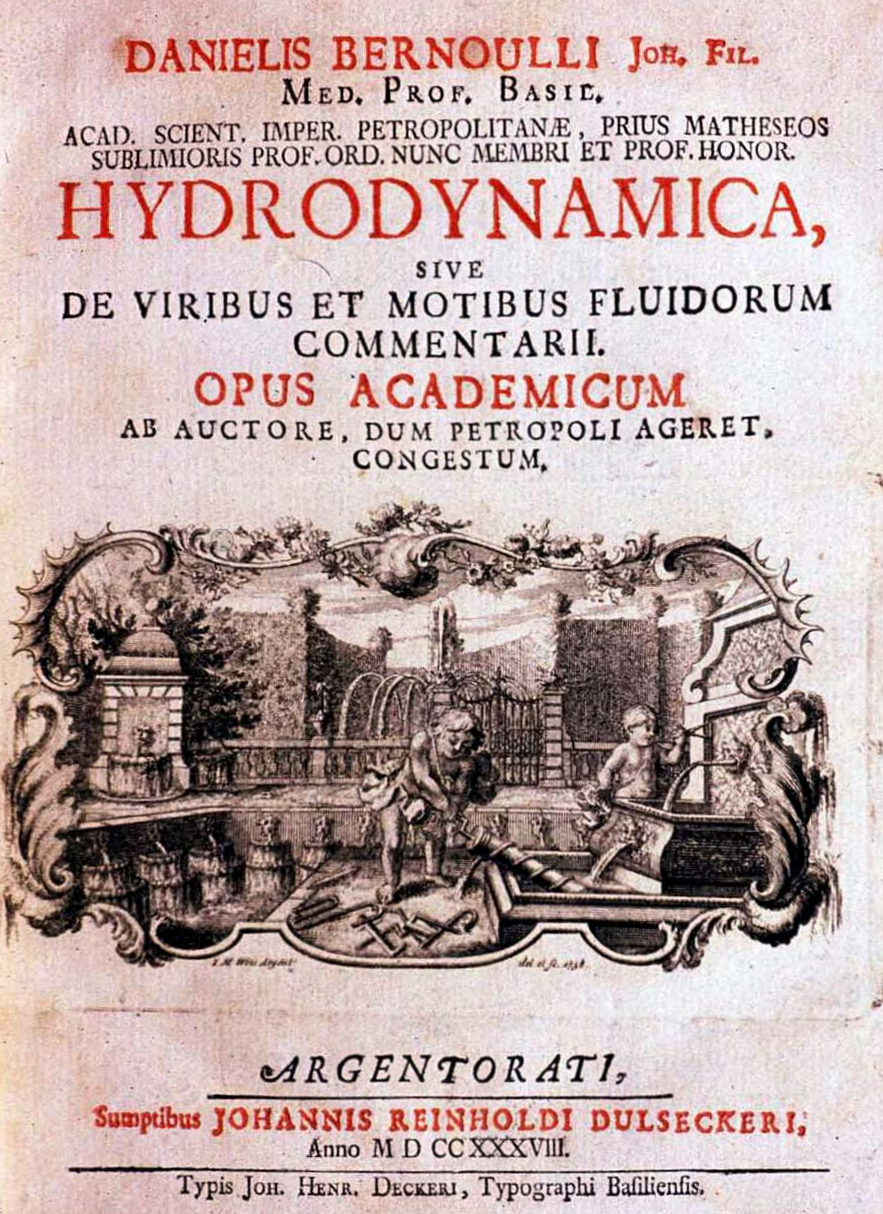
Portada de Hydrodynamica

Aproximadamente en el 50 a. C. el filósofo romano Lucrecio propuso que los cuerpos macroscópicos, aparentemente estáticos, estaban compuestos a pequeña escala de átomos que se movían rápidamente chocando entre ellos. Este punto de vista atomista epicúreo fue raramente considerado en siglos posteriores, cuando las ideas aristotélicas eran las dominantes.
En 1738 Daniel Bernoulli publicó la obra Hydrodynamica,  sentando las bases de la teoría cinética de los gases y planteando los argumentos, que todavía se utilizan hoy en día, de que los gases se componen de un gran número de moléculas que se mueven en todas las direcciones, que su impacto en una superficie causa la presión del gas que sentimos, y que lo que se experimenta en forma de calor es simplemente la energía cinética de su movimiento. La teoría no fue aceptada de inmediato, en parte debido a que la conservación de la energía todavía no se había establecido ya que los físicos no sabían cómo las colisiones entre moléculas podrían ser perfectamente elásticas.: 36–37 
Otros pioneros de la teoría cinética (no considerados por sus contemporáneos) fueron Mijaíl Lomonósov (1747), Georges-Louis Le Sage (ca. 1780, publicado en 1818), John Herapath (1816) y John James Waterston (1843), que conectaron sus investigaciones con el desarrollo de las explicaciones mecánicas de la gravitación. En 1856, August Krönig (probablemente después de leer un artículo de Waterston) creó un modelo cinético simple de gas, que sólo consideraba el movimiento de traslación de las partículas.
En 1857 Rudolf Clausius, según sus propias palabras independientemente de Krönig, desarrolló una versión de la teoría similar, pero mucho más sofisticada, que incluía no solo movimientos moleculares translacionales, como Kronig, sino también rotacionales y vibracionales. En este mismo trabajo introdujo el concepto de camino libre medio de una partícula. En 1859, después de leer un artículo de Clausius, James Clerk Maxwell formuló la distribución de Maxwell de las velocidades moleculares, lo que le dio la proporción de moléculas que tienen una determinada velocidad en un rango específico. Esta fue la primera ley estadística en la física. En su artículo de trece páginas de 1873 , «Moléculas», Maxwell dice: «se nos dice que un 'átomo' es un punto material, investido y rodeado de 'fuerzas potenciales' y que cuando 'moléculas volantes' chocan contra un cuerpo sólido en sucesión constante esto provoca lo que se llama presión del aire y otros gases».
En 1871, Ludwig Boltzmann generalizó los logros de Maxwell y formuló la distribución de Maxwell-Boltzmann. También afirmó por primera vez la conexión logarítmica entre la entropía y la probabilidad.
En el comienzo del siglo XX, muchos físicos empezaron a considerar que los átomos eran construcciones puramente hipotéticas, en lugar de objetos reales. Sin embargo,un importante punto de inflexión fueron los artículos sobre el movimiento browniano de Albert Einstein (1905) y Marian Smoluchowski (1906), que lograron hacer ciertas predicciones cuantitativas precisas basándose en la teoría cinética.

## Propiedades
Los principales postulados de la teoría cinética son los siguientes:
- El número de moléculas es grande y la separación media entre ellas es grande comparada con sus dimensiones. Por lo tanto, ocupan un volumen despreciable en comparación con el volumen del envase y se consideran masas puntuales.
- Las moléculas se comportan según predicen las leyes de Newton, con un movimiento individual aleatorio a distintas velocidades, y con una energía cinética promedio de los átomos o moléculas en el sistema que se demuestra vinculada linealmente a la temperatura termodinámica (no es hipótesis).
- Las moléculas realizan choques elásticos entre sí, por lo tanto se conserva tanto el momento lineal como la energía cinética de las moléculas.
- Las fuerzas entre moléculas son despreciables, excepto durante el choque. Se considera que las fuerzas eléctricas o nucleares entre las moléculas son de corto alcance, por lo tanto solo se consideran las fuerzas impulsivas que surgen durante el choque.
- El gas es considerado puro, es decir todas las moléculas son idénticas.
- El gas se encuentra en equilibrio térmico con las paredes del envase.

Propiedad, definición:
Son aquellas propiedades distintivas de las sustancias que se observan cuando reaccionan, es decir, cuando se rompen y/o se forman enlaces químicos entre los átomos, formándose con la misma materia sustancias nuevas distintas de las originales.
Las propiedades químicas se manifiestan en los procesos químicos (reacciones químicas), mientras que las propiedades propiamente llamadas propiedades físicas, se manifiestan en los procesos físicos, como el cambio de estado, la deformación, el desplazamiento, etc.
Ejemplos de propiedades químicas:
- corrosividad de ácidos
- poder calorífico o energía calórica
- acidez
- reactividad

## Presión
En el marco de la teoría cinética la presión de un gas es explicada como el resultado macroscópico de las fuerzas implicadas por las colisiones de las moléculas del gas con las paredes del contenedor. La presión puede definirse por lo tanto haciendo referencia a las propiedades microscópicas del gas.
En un recipiente cerrado las partículas de gas chocan contra las paredes. Si una de estas paredes es móvil, como en el caso de un pistón, este se verá desplazado hacia arriba si la fuerza generada por dicho gas (Fgas) es mayor que la suma de fuerzas que ejercen el sistema exterior (Faire), el peso del émbolo (mg) y cualquier otra fuerza mecánica externa (F).

La presión ejercida por el gas, por tanto, será igual a la fuerza que mantiene al émbolo en equilibrio estático (inmóvil) por unidad de superficie (en este caso un círculo de radio igual al del cilindro que contiene al pistón):   {\displaystyle P={\frac {F}{A}}}

En efecto, para un gas ideal con N moléculas, cada una de masa m y moviéndose con una velocidad aleatoria promedio o raíz cuadrada de la media aritmética de los cuadrados de las velocidades, en inglés "root mean square" vrms = v, contenido en un volumen cúbico V las partículas del gas impactan con las paredes del recipiente de una manera que puede calcularse de manera estadística intercambiando momento lineal con las paredes en cada choque y efectuando una fuerza neta por unidad de área que es la presión ejercida por el gas sobre la superficie sólida.
La presión ejercida por el gas, por tanto, será igual a la fuerza que mantiene al émbolo en equilibrio estático (inmóvil) por unidad de superficie (en este caso un círculo de radio igual al del cilindro que contiene al pistón):   {\displaystyle P={\frac {F}{A}}}
En efecto, para un gas ideal con N moléculas, cada una de masa m y moviéndose con una velocidad aleatoria promedio o raíz cuadrada de la media aritmética de los cuadrados de las velocidades, en inglés "root mean square" vrms = v, contenido en un volumen cúbico V las partículas del gas impactan con las paredes del recipiente de una manera que puede calcularse de manera estadística intercambiando momento lineal con las paredes en cada choque y efectuando una fuerza neta por unidad de área que es la presión ejercida por el gas sobre la superficie sólida.
La presión puede calcularse como
{\displaystyle P={Nmv^{2} \over 3V}} (gas ideal)
Este resultado es interesante y significativo no solo por ofrecer una forma de calcular la presión de un gas sino porque relaciona una variable macroscópica observable, la presión, con la energía cinética promedio por molécula, 1/2 mv², que es una magnitud microscópica no observable directamente. Nótese que el producto de la presión por el volumen del recipiente es dos tercios de la energía cinética total de las moléculas de gas contenidas.

## Temperatura
La ecuación superior dice que la presión de un gas depende directamente de la energía cinética molecular. La ley de los gases ideales nos permite asegurar que la presión es proporcional a la temperatura absoluta. Estos dos enunciados permiten realizar una de las afirmaciones más importantes de la teoría cinética: La energía molecular promedio es proporcional a la temperatura. La constante de proporcionalidad es 3/2 de la constante de Boltzmann, que a su vez es el cociente entre la constante de los gases R entre el número de Avogadro. Este resultado permite deducir el principio o teorema de equipartición de la energía.
La energía cinética por Kelvin es:
- Por mol 12,47 J
- Por molécula 20,7 yJ = 129 μeV

En condiciones estándar de presión y temperatura (273,15 K) se obtiene que la energía cinética total del gas es:
- Por mol 3406 J
- Por molécula 5,65 zJ = 35,2 meV

Ejemplos:
- Dihidrógeno (peso molecular = 2): 1703 kJ/kg
- Dinitrógeno (peso molecular = 28): 122 kJ/kg
- Dioxígeno (peso molecular = 32): 106 kJ/kg

## Velocidad promedio de las moléculas
De las fórmulas para la energía cinética y la temperatura se tienen características, tales como

{\displaystyle v^{2}={\frac {3k_{B}T}{m}}}

en donde kB es la constante de Boltzmann y T la temperatura en kelvin. Sustituyendo los valores, se obtiene que

{\displaystyle v^{2}={\frac {2,4940\cdot 10^{4}\,T}{m_{m}}}}

donde v se mide en m/s, T en kelvin y mm en uma.
Para una temperatura estándar la velocidad promedio de las moléculas de gas son:
- Dihidrógeno 1846 m/s
- Dinitrógeno 493 m/s
- Dioxígeno 461 m/s

Las velocidades más probables son un 81,6% de estos valores.

## Simplificación
La teoría cinética es una teoría física, basada en unos pocos hechos:
- La densidad de los gases es muy pequeña.
- Las moléculas se mueven individualmente de forma aleatoria y con distinta velocidad, que aumenta o se reduce a la vez que la temperatura; el movimiento causa que se golpeen entre sí, aumentando la presión al golpearse más veces.
- Las fuerzas de cohesión o fuerzas intermoleculares en los gases son casi nulas.
- Si todas las moléculas que forman el gas son idénticas, se dice que es un gas puro.

## La teoría en otros estados
Según la Teoría cinético molecular (TCM):
- En los sólidos, las moléculas que lo forman tienen mayor poder de atracción entre sí, por eso mantienen su forma. Al estar unidas, tienen menor capacidad de movimiento, es decir, vibran.

- En los líquidos, las moléculas que lo forman tiene una atracción intermedia. Esto les permite que las moléculas se deslicen unas sobre otras.